# Sistema paik
El sistema paik fue un tipo de corvea (trabajo obligatorio) del reino ahom del Assam medieval.
El origen de la palabra paik es desconocido y se que el sistema está basado en las tradiciones del sureste asiático que los ahoms trajeron consigo 1228. La estructura final del sistema fue diseñada por Momai Tamuli Borbarua en 1609 aunque el sistema continuó evolucionando para responder a las necesidades del estado ahom estado y con el tiempo empezó a acumular contradicciones.  Los estudiosos creen que una causa importante del derrumbe ahom fue que el sistema paik había llegado a la obsolescencia ya en el siglo XVIII.
Cada hombre en el reino ahom entre las edades de quince y cincuenta años que no fuera noble, sacerdote, de casta alta o esclavo era un paik.  Según Guha (1991), aproximadamente el 90% de la población perteneció a esta clase en la época de Rudra Singha (alrededor de 1714).  La aristocracia latifundista era aproximadamente un 1% de la población mientras que el resto constituía la servidumbre.

## El sistema paik

### Agricultura
El deber de un paik era servir al estado ahom a cambio de lo cual se le concedían 2 puras (2,66 acres) de tierra cultivable (gaa mati). Esta concesión no era hereditaria ni transferible.  Además podía mantener sus tierras hereditarias y su jardín (basti y bari respectivamente).  La nobleza mantenía en contraste propiedades personales llamadas khats.
La tierra cultivable llamada roopeet era comunal pero se distribuía entre los paiks como gaa mati.  Las tierras incultas reclamadas por paiks o por no paiks que carecieran de autorización real se incorporaban al patrimonio roopeet para ser luego repartidas como gaa mati. Si había exceso de tierra cultivable se distribuía como ubar mati entre los paiks.

### Servicio real
Las obligaciones para con el rey de los paiks solían ser relacionadas con la defensa del país, dada la ausencia de un ejército regular hasta el siglo XIX. Aun así, solían participar también en la construcción de infraestructras (puertos, puentes y caimos, depósitos de agua...), en la producción de armas y en otros menesteres. Dentro de los paiks se distinguían dos clases, los kanri paik (arquero), que prestaban servicio como soldado o peón, y los chamua paik, que tenía un servicio no manual y solían tener un rango socal mayor. Otras tipologías menores fueron los bilatiyas (en las propiedades de nobles), dewaliyas (adscritos a templos y satras) y bahatiyas. No eran categorías cerradas y los kanri paiks podían ser ascendidos a chamua.  La mayoría de oficiales paik —bora, saikia, hazarika, tamuli, pachani— eran chamua.
Después del primer censo registrado en los buranjis (en 1510 bajo Suhungmung) los paiks fueron organizados por familias y en grupos llamados phoids y reasignados según sus habilidades. El número de paiks en el servicio real en cualquier tiempo siguió el principio de ghar muri e-powa o un cuarto del número de paiks en una casa. Los paik en servicio sufrían rotación y los restantes paiks del phoid que no prestaban servicio debían cuidar su gaa mati durante su ausencia.
En la reestructuración de 1609 realizada pro Momai Tamuli Borbarua, el phoid fue reemplazado por el got.  Un got estaba compuesto de cuatro paiks que vivieran cerca.  El paiks en un got tenía un numeral mul (primero), duwal (segundo), tewal (tercero), etc.  En tiempo de paz, generalmente uno del paiks prestaba servicio en cualquier momento pero en tiempo de guerra, un segundo o incluso un tercer paik del got podían ser llamados a filas. Como antes, el gaa mati era atendido a por el resto del got. Esto aseguraba la producción económica y evitaba fluctuaciones debido al servicio de los campesinos, garantizando la viabilidad del reino ahom.
Durante el reinado de Rajeswar Singha (1752–1789) la presión sobre los paik aumentó y el número de paiks en cada got se redujo de cuatro a tres.

### Organización delpaiks
Los phoids se organizaban bajo khels según la población .  Momai Tamuli Borbarua reorganizó muchos khels funcionalmente según el servicio concreto de los paiks en el khel.   Algunos khels se convirtieron en asociaciones profesionales o gremios de comercio.  La organización del khel fue refinada más tarde por su hijo Lachit Borphukan de forma que cada khel contuviera diferentes profesiones.
Los Khels se organizaban bajo un mel o un dagi.  Un grupo de estas divisiones se adscribía a cada uno de los tres grandes gohains (ministros del rey), componiendo el hatimur del gohain.  Un segundo grupo fue puesto bajo el comando de khels de funcionarios (Phukan, Rajkhowa y Barua) que prestaban servicio a miembros de la familia real.  El tercer grupo (y el más numeroso) prestaba servicio al rey y el estado bajo khels de funcionarios reales .

### PaikOficiales
El paiks dentro de un khel se organizaban bajo una escala de oficiales, que regían un número determinado de personas.  Eran los bora (20 paiks), saikia (100) y hazarika (1000). Los khels más importantes eran mandados por un phukan (6000), un rajkhowa (un gobernador de un territorio), o un barua (un superintentende) que podían supervisar entre 2000 y 3000 paiks.
Los phukans, rajkhowas, baruas y hazarikas eran designados por el rey y nombrado en concurrencia con los tres grandes gohains (Burhagohain, Borgohain y Borpatrogohain). Los boras y saikias eran nombrados por sus respectivos phukans y rajkhowas. Los paiks tenían el derecho de rechazar un bora o un saikia y pedir otro superior de su elección.
Los Kanri paiks podían así ser ascendidos a chamua paiks y desde ahí a las escalas de funcionarios del reino. Los nombramientos eran independientes de la etnia o religión del paik.

### Justicia
El sistema judicial ahom también se basaba en el sistema paik .  Cada oficial paik repartía justicia y se sometía a la apelación del siguiente rango en la escala khel.  El sistema de apelaciones abarcaba así hasta el Nyayxodha Phukan.

## Retos del sistemapaik
El sistema paik permitía a la monarquía ahom obtener servicio de sus súbditos a cambio de compensaciones para estos. Fue clave para convertir al reino en un estado resiliente que pudiera afrontar el desgaste que supuso el enfrentamiento con el Imperio mogol pero pronto conoció problemas al surgir diversas alternativas al sistema paik clásico.
Con el desarrollo del sistema, los nobles empezaron a apropiarse de los servicios de los kanri paik, que empezaron a trabajar para estos como likchou.  Además, después del el fin de la guerra contra los mogoles, el reino ahom extendió el sistema a zonas antes controladas por los mogoles, con la diferencia de que ahí el servicio podía ser sustituido por un pago en efectivo, siguiendo el sistema pargana que existía ahí.   La creciente economía del reino reclamaba una monetización del país, que chocaba con el pago mediante trabajo de sistema paik. Esto supuso un aumento de los apaikan chamua, una clase de paiks liberados de su khels a cambio del pago de un impuesto en efectivo. 
Más importante aún fue la competencia con los tempos. Los satras también atraían paiks que quisieran rehuir el servicio obligatorio y competían así con la monarquía ahom al expandirse entre grupos sociales que eran su fuente de apoyo y ofrecer un modelo económico alternativo.  Este conflicto con los satras llevó a la rebelión moamoria qué debilitó el reino ahom.